# Едо (щат)
Едо е щат в Нигерия с площ 17 802 км2 и население 3 632 197 души (2007). Административен център е град Бенин.

## Население
Населението на щата през 2007 година е 3 632 197 души, докато през 1991 година е било 2 159 848 души.